# 密室の母と子
『密室の母と子』（みっしつのははとこ）とは1980年5月15日に潮出版社より発行された日本の書籍である。

## 背景
この書物は母と息子の近親相姦の電話相談の記録である。1980年ごろ荒川和敬の「ダイヤル避妊相談室」の活動が公になるにつれ、その相談内容の多くが母と息子の近親相姦であったことが注目を集めた。荒川の1982年の著書『こちら性の悩み110番』によれば、当初は電話相談では近親相姦に関係した相談は兄弟姉妹についてのものが多かったのだが、1980年以降は母息子についての相談が多くなったとされている。
その相談内容においては、いけない事だと思いながらもやってしまう少年、母親の行動に嫌気が差しながらもやってしまう少年、母親以外の女性が気持ち悪くなってしまった少年など、様々な少年像が浮かび上がった。この記録は『朝日新聞』に掲載され大きな話題を呼び、その取材担当を務めた記者の川名紀美により『密室の母と子』という題名で一冊の書物に纏められ1980年に発行された。

## 反響
母と息子の近親相姦の話の背景について原田武は、父親が仕事に熱中するあまり家庭では夫が不在がちとなりその妻である母親が夫婦生活に満足しておらず欲望を持て余した母親は相手に息子を選ぶこと、性情報の氾濫している中で受験競争が行われているため息子は母親との関係をその鬱憤晴らしに用いてしまうことなどといったことは、日本の実情的にありえそうであったことを挙げている。
日本で母息子姦が多く行われているかのような日本的近親姦の噂も広く流布した。当時、南博は『家庭内性愛の危機』（1984年、婦人公論）でこの問題を取り上げた。また、後に花村萬月も『幸福な母たちへ』（1999年、婦人公論）でこういった母親を揶揄した。

## 批判
一方、これらの電話相談の内容について、息子の相談が多く母親からの相談が皆無に近いこと、訴えに深刻性がないこと、性的情景が性文学一般に共通するパターンに近いこと（母親に自慰を見られた、入浴中母親に身体を触られたなど）などから、女性のカウンセラーをからかっているのではないのかなどの疑惑もあり、いたずらではないかという批判もあった。溝口敦の『性の彷徨者たち』（1982年、晩聲社）など、母子姦の話に対する批判は少なくない。マスメディアが「母子密着」をことさらに宣伝する姿勢は激しく批判された。また、日本の母子癒着の話についても、たとえ母親と息子が癒着していようとも、その癒着が強いからこそ欲求が発散され実際に行為に及ぶ必要が無くなる、という説明が可能である。
また、電話相談の話を除いた場合、例えば実際の調査である久保摂二の論文「近親相姦に関する研究」（1957年）では36例の近親相姦の事例を取り扱っているが、父娘（15例）と兄弟姉妹（15例）の事例が多く、母息子の事例は3例しか存在しないし、五島勉の『近親相愛』（1972年）では男性の体験手記を約30篇集めているが多くは兄妹の話であり、他は父娘が6例で姉弟が3例で母息子の話は全く存在しない。時間的には経過しているが、比率としては確かに不自然と言わざるを得ない。しかし、数は少ないにせよ面接機関で扱われる例もあり、母親と息子の近親姦を無視していい理由には全くならないという再反論も存在する。そもそも男性が被害者になりえないという視点はジェンダー・バイアスであるとの意見もある。なお、原田武は溝口敦の性文学にみられる内容がそのまま相談内容に存在しているとの指摘について、性についての情景を扱うためにはある程度ファンタジーを混ぜなければならないかもしれないことを指摘しているが、相談内容に違和感があることは認めている。